# Jasper Fforde

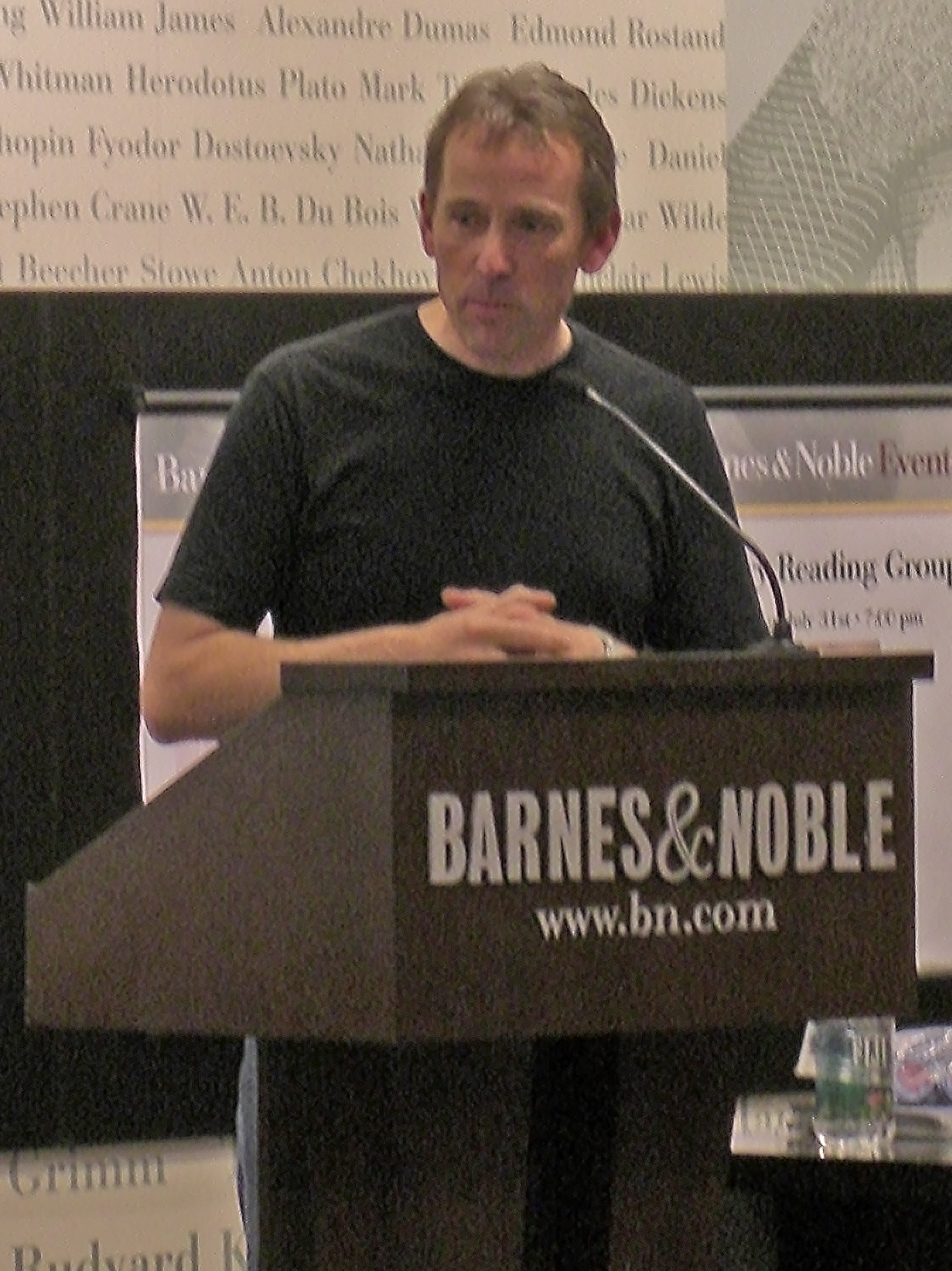
Jasper Fforde

Jasper Fforde, född 11 januari 1961 i London, brittisk fantasyförfattare.
Den främsta av hans litterära gestalter är Thursday Next (i svensk översättning Torsdag Nesta), som är litteraturpolis i ett annat 1985. Detta 1985 är ett parallellt universum till det riktiga 1985. I denna parallella verklighet pågår fortfarande Krimkriget och Wales har brutit sig loss från Storbritannien och är det självständiga Folkrepubliken Wales. Det som är speciellt med Thursday är att hon har förmågan att ta sig in i litterära verk och den värld som finns innanför böckerna. I denna värld finns en myndighet vars uppgift är att hålla ordning på alla litterära figurer så att de gör det de ska och inte förändrar händelserna i böckerna. I The Eyre Affair kidnappar Thursdays ärkefiende, Acheron Hades, Jane Eyre och hotar med att döda henne. Detta skulle innebära att Charlotte Brontës populära bok Jane Eyre skulle gå förlorad.
De fyra första Thursday Next-böckerna utspelar sig under mitten och slutet av 1980-talet. När den femte boken, First Among Sequels, inleds så har det dock hunnit gå fjorton år sedan senast och i den verkliga världen har nu böckerna om Thursday Next börjat publiceras. Så när den verkliga Thursday Next beger sig in i böckernas värld får hon möta den fiktiva Thursday Next.
Thursday Next kallas i svensk översättning för Torsdag Nesta.
I böckerna om kommissarie Jack Spratt och hans team vid the Nursery Crime Division i Reading utreds olika fall som har att göra med sagor och barnkammarramsor. I The Big Over Easy är det ägget Humpty Dumpty som fallit ned från en mur och krossats, och i The Fourth Bear kretsar handlingen kring Guldlock och de tre björnarna. 
Flera av huvudpersonerna i Jack Spratt-böckerna förekommer som fiktiva karaktärer som Thursday Next möter inuti en opublicerad roman i The Well of Lost Plots.